# Morgenbladet
Morgenbladet è un settimanale norvegese. Fondato nel 1819 da Niels Wulfsberg, è il maggiore del paese per diffusione.
Adolf Bredo Stabell, caporedattore dal 1831 al 1857, fece di Morgenbladet un'importante forza di opposizione, sia in politica che in letteratura. Tra i suoi scrittori in questo periodo c'era l'autore Henrik Wergeland.
La leadership di Christian Friele, dal 1857 al 1893, trasformò Morgenbladet nel principale organo di informazione conservatore in Norvegia. Era letto dalla maggior parte delle persone autorevoli e divenne il giornale dei burocrati di alto rango. Fu presto sfidato da una nuova concorrenza: Aftenposten (1860), che si rivolgeva alla classe mercantile, e Verdens Gang (1868) e Dagbladet (1869), che rappresentavano l'opposizione alle classi dominanti.
I legami con il partito conservatore divennero ancora più forti dopo la fine del secolo. C.J. Hambro, che in seguito divenne presidente del partito conservatore per otto anni e presidente dello Storting, il parlamento, per diciotto anni, fu direttore di Morgenbladet nel 1913-1919.
Dopo aver resistito alle direttive imposte dagli occupanti durante la seconda guerra mondiale, il suo caporedattore Olaf Gjerløw e il caporedattore Fredrik Ramm furono arrestati dai tedeschi nel 1941. Quando il nuovo caporedattore Rolv Werner Erichsen fu inviato nel campo di detenzione di Grini dalle forze di occupazione tedesche nel 1943, il giornale interruppe le pubblicazioni per il resto della guerra.
Dopo la guerra Morgenbladet lottò per sopravvivere, rifiutando la pubblicità. L'organizzazione imprenditoriale conservatrice e libertaria Libertas possedette il giornale nel periodo 1983-87. Fu rilanciato come giornale di commento indipendente nel 1987 sotto l'editore Hans Geelmuyden, che si è dimesso insieme alla maggior parte della redazione dopo vari conflitti con il proprietario Hroar Hansen. Dal 1988 in poi, Hansen allineò il giornale con il Partito del progresso norvegese.
Questa era terminò nel 1993, quando Morgenbladet fu acquistata da Truls Lie. Lie ha trasformato il giornale in un settimanale di grande formato, ora di tono più intellettuale, con enfasi su cultura, arte, letteratura e politica anti-neoliberista, nello stile del mensile francese Le Monde diplomatique.
Nel 2003 la proprietà è cambiata ancora una volta, quando il giornale è stato acquistato dalla Freedom of Speech Foundation, Forlagskonsult AS/Bjørn Smith-Simonsen e Dagsavisen. Alf van der Hagen divenne editore e il giornale reintrodusse il formato tabloid. Anna B. Jenssen ha sostituito van der Hagen come editore nel settembre 2012.
Nel periodo 2003-2014, la diffusione è più che triplicata, raggiungendo i 29.382 nel 2014, il che lo rende il maggiore periodico norvegese per diffusione.
In una serie di acquisti dal 2013 al 2016, NHST Media Group ha acquistato oltre il 90% delle azioni di Morgenbladet AS.. Dal 2016, la sede di Morgenbladet è co-locata con NHST Media Group e Dagens Næringsliv ad Akerselva Atrium.